# Rejon sokiriański
Rejon sokiriański – była jednostka administracyjna w składzie obwodu czerniowieckiego Ukrainy.
Rejon utworzony w 1966. Miał powierzchnię 661 km². Siedzibą władz rejonu były Sokiriany.
Na terenie rejonu znajdowała się jedna miejska rada i 21 silskich rad, obejmujących w sumie 28 miejscowości.

## Spis miejscowości
- (Білоусівка)
- Brataniwka (Братанівка)
- (Галиця)
- (Гвіздівці)
- (Грубна)
- (Коболчин)
- Korman (Кормань)
- Kulisziwka (Кулішівка)
- (Ломачинці)
- (Лопатів)
- (Михалкове)
- (Непоротове)
- (Нова Слобода)
- (Новоолексіївка)
- (Ожеве)
- (Олексіївка)
- (Покровка)
- (Розкопинці)
- (Романківці)
- Seliszcze (Селище)
- (Сербичани)
- (Струмок)
- Sokiriany (Сокиряни)
- Szebutynczi (Шебутинці)
- (Шишківці)
- (Василівка)
- (Вашківці)
- (Вітрянка)
- (Волошкове)

nieistniejące
- Mołodawa